# Hachisuka Yoshishige
Hachisuka Yoshishige (蜂須賀至鎮?   1581-1615) fue un daimio del periodo Edo de la historia de Japón.
Durante la batalla de Sekigahara del año 1600, Yoshishige apoyó al bando de Tokugawa Ieyasu en contra de los seguidores de Ishida Mitsunari, por lo que después de la victoria Yoshishige recibió un feudo valuado en 186 000 koku. Participó también durante el asedio de Osaka y posterior a este conflicto recibió Awaji, por lo que sus ingresos aumentaron a 258 000 koku. 
Yoshishige falleció en 1615.

## Familia
- Padre: Hachisuka Iemasa
- Madre: Jiko-in (1563-1606)
- Esposa: Manhime (1592-1666)
- Hijos:
  - Hachisuka Tadateru
  - Mihohime (1603-1632) se casó con Ikeda Tadakatsu
  - Shotokuin (1614-1683) se casó con Mizuno Narisada